# Linnaea serrata
Linnaea serrata är en tvåhjärtbladig växtart som först beskrevs av Sieb. och Zucc., och fick sitt nu gällande namn av Karl Otto Robert Peter Paul Graebner. Linnaea serrata ingår i släktet linneor, och familjen Linnaeaceae. Artens utbredningsområde är den kinesiska provinsen Zhejiang, de japanska öarna Honshu, Shikoku, Kyushu och Yakushima samt Sydkorea. Inga underarter finns listade i Catalogue of Life.